# Richard Cant
Richard Cant (Dartford, 1964) è un attore britannico, conosciuto soprattutto per la sua partecipazione alla serie televisiva della ITV L'ispettore Barnaby.

## Biografia e carriera
Nato dall'attrice Mary Gibson e dal conduttore televisivo e attore Brian Cant, Richard Cant appare per la prima volta in televisione nel 1997, nell'episodio pilota della serie poliziesca L'ispettore Barnaby, intitolato Il prezzo del silenzio. In esso interpreta il becchino Dennis Rainbird, accanto a Elizabeth Spriggs nel ruolo di sua madre. Nel 2006 partecipa nuovamente alla serie, questa volta nell'episodio Lettere postume, in cui interpreta Alistair Gooding, cugino del personaggio precedente. In questo secondo episodio, Cant recita nuovamente con Jason Hughes (il detective Ben Jones), con il quale aveva già lavorato in un episodio della serie cult della BBC 2 This Life, nel ruolo di Phil, un amico gay del personaggio di Hughes, Warren.
Nel 2007 appare in un episodio di Doctor Who, intitolato Blink. Precedentemente aveva avuto ruoli anche nelle serie The Way We Live Now, Bleak House, Gimme Gimme Gimme e Gunpowder Treason and Plot. Ha recitato a teatro, tra gli altri, insieme alla Royal Shakespeare Company, alla Royal Court, alla Cheek by Jowl ed alla  Sheffield Crucible.
Dal 2001, Richard Cant è un regista regolare della Arts Educational School of Acting, per la quale ha diretto An Experiment With an Air Pump, Cause Celebre, Roberto Zucco e Don Juan Comes Back From The War. Successivamente si esibisce a teatro, nella produzione della compagnia Cheek by Jowl di Troilo e Cressida, messa in scena al Barbican Theatre di Londra.
Nel 2018 interpreta il ruolo del comico Harry Langdon nel film biografico Stanlio & Ollio.

## Filmografia parziale

### Cinema
- Lawless Heart, regia di Tom Hunsinger, Neil Hunter (2001)
- Sparkle, regia di Tom Hunsinger, Neil Hunter (2007)
- Stanlio & Ollio (Stan & Ollie), regia di Jon S. Baird (2018)
- Maria regina di Scozia (Mary Queen of Scots), regia di Josie Rourke (2018)
- My Policeman, regia di Michael Grandage (2022)

### Televisione
- This Life - serie TV, 1 episodio (1996)
- L'ispettore Barnaby (Midsomer Murders) - serie TV, episodi 1x01-9x02 (1997-2006)
- Gimme, Gimme, Gimme - serie TV, 1 episodio (1999)
- Sunburn - serie TV, 1 episodio (1999)
- The Way We Live Now - miniserie TV, 4 episodi (2001)
- Shackleton - serie TV, 2 episodi (2002)
- Ian Fleming: Bondmaker, regia di John Alexander (2005) - film TV
- Bleak House - serie TV, 6 episodi (2005)
- Doctor Who - serie TV, 1 episodio (2007)
- Vexed - serie TV, 1 episodio (2010)
- Testimoni silenziosi (Silent Witness) - serie TV, 1 episodio (2014)